# Dalit Bloch
Dalit Bloch (* 6. Juni 1959 in Beʾer Scheva) ist eine israelisch-schweizerische Schauspielerin, Regisseurin, Theaterpädagogin, Atemtherapeutin und Lehrerin der Alexandertechnik.
Bloch wuchs im Kibbuz Gevulot und ab 1966 in Basel auf. Sie absolvierte die Schauspiel-Akademie Zürich. Bei Ulrich Clement in Heidelberg liess sie sich zum systemischen Coach ausbilden. Sie ist die künstlerische Leiterin von Theater Power Flower mit Menschen ü60. Sie wohnt in Basel, ist verheiratet mit dem Schauspieler und Sprecher Daniel Buser und Mutter von drei erwachsene Kindern, darunter der Spoken Word Artist Laurin Buser und die Schauspielerin Tabea Buser und Fotograf / Musiker Janick Zebrowski.